# Wietzen
Wietzen – miejscowość i gmina w Niemczech w kraju związkowym Dolna Saksonia, w powiecie Nienburg (Weser), wchodzi w skład gminy zbiorowej Weser-Aue. Do 31 października 2021 wchodziła w skład gminy zbiorowej Marklohe.